# Berestečko
Berestečko (ukrajinsky Берестечко) je město ve Volyňské oblasti na Ukrajině. Leží v Luckém rajónu na řece Styr. Žije v něm přibližně 1 600 obyvatel a patří tak mezi nejmenší ukrajinská města.
V Berestečku je sídlo jednotného územního společenství Berestinská městská komunita (ukrajinsky Берестечківська міська громада), které má rozlohu 223,5 km2 a ve které v roce 2020 žilo 9 456 obyvatel. V této komunitě jsou tyto obce: Berestečko, Antonivka, Bohunivka, Burkači, Volynja–Lobačivska, Hektary, Horišne, Humnyšče, Dykovyny, Zelene, Ivanivka, Kolmiv, Kutriv, Lyla, Lobačivka, Merva, Novostav, Peremyl, Pisky, Smoljava, Staryky.

## Dějiny
Magdeburské právo má Berestečko od roku 1547. V červnu 1651 došlo u Berestečka k bitvě  mezi ukrajinskými kozáky a polskou armádou. Během první i během druhé světové války přes Berestečko přešla válečná fronta.
V meziválečném období bylo Berestečko součástí Polska.